# Vallée de Kūmsong
Kūmsong Vallis
Pour les articles homonymes, voir Kūmsong.
La vallée de Kūmsong (désignation internationale : Kūmsong Vallis) est une vallée située sur Vénus dans le quadrangle d'Henie. Elle a été nommée en référence au nom coréen de la planète Vénus.